# Tournoi des Six Nations 2013
Cet article traite de l'épreuve masculine. Pour la compétition féminine, voir Tournoi des Six Nations féminin 2013.
Pour un article plus général, voir Tournoi des Six Nations.
Navigation
Tournoi 2012 Tournoi 2014
Le Tournoi des Six Nations 2013 a lieu du 2 février au 16 mars 2013. La compétition se déroule comme chaque année avec cinq journées disputées en février et mars. Les journées s'étendent sur sept semaines, avec des pauses avant et après la troisième journée. Chacune des six nations participantes affronte toutes les autres. Les trois équipes qui ont en 2013 l'avantage de jouer un match de plus à domicile que les autres sont l'Angleterre, l’Écosse et l'Italie.
Le programme 2013 est dévoilé dès le 26 janvier 2012 à Londres.
Le pays de Galles remporte le 37e tournoi de son histoire, au terme de la 5e journée, en s'imposant face à l'Angleterre.

## Villes et stades
| Londres (Angleterre)                  | Saint-Denis (France)              | Édimbourg (Écosse)                    |
| ------------------------------------- | --------------------------------- | ------------------------------------- |
| Stade de Twickenham Capacité : 82 000 | Stade de France Capacité : 81 338 | Murrayfield Stadium Capacité : 67 130 |
| Le Stade de Twickenham à Londres      | La stade France à Saint-Denis     | Le stade Murrayfield à Édimbourg      |
| Rome (Italie)                         | Dublin (Irlande)                  | Cardiff (Pays de Galles)              |
| Stade olympique Capacité : 72 698     | Aviva Stadium Capacité : 51 700   | Millennium Stadium Capacité : 74 500  |
| Stade Olympique de Rome               | Aviva Stadium à Dublin            | Millennium Stadium à Cardiff          |

## Acteurs du Tournoi des Six Nations

Participants au Tournoi des Six Nations

### Joueurs

#### Angleterre
Liste des 34 joueurs de l'équipe d'Angleterre retenus pour le début du Tournoi.
| Entraîneur | Entraîneur             | Stuart Lancaster                                                      |
| Avants     | Pilier                 | Dan Cole, Alex Corbisiero, Joe Marler, Mako Vunipola, David Wilson    |
| Avants     | Talonneur              | Dylan Hartley                                                         |
| Avants     | Deuxième ligne         | Joe Launchbury, Courtney Lawes, Tom Palmer, Geoff Parling             |
| Avants     | Troisième ligne aile   | Calum Clark, Tom Croft, James Haskell, Chris Robshaw (cap.), Tom Wood |
| Avants     | Troisième ligne centre | Phil Dowson, Tom Johnson, Ben Morgan, Thomas Waldrom                  |
| Arrières   | Demi de mêlée          | Danny Care, Lee Dickson, Ben Youngs                                   |
| Arrières   | Demi d'ouverture       | Freddie Burns, Owen Farrell, Toby Flood                               |
| Arrières   | Centre                 | Brad Barritt, Jonathan Joseph, Manu Tuilagi, Billy Twelvetrees        |
| Arrières   | Ailier                 | Chris Ashton, David Strettle                                          |
| Arrières   | Arrière                | Mike Brown, Ben Foden, Alex Goode                                     |

#### Écosse
Liste des 35 joueurs de l'équipe d'Écosse retenus pour le début du tournoi.
| Entraîneur | Entraîneur             | Scott Johnson                                                       |
| Avants     | Pilier                 | Geoff Cross, Alasdair Dickinson, Ryan Grant, Euan Murray, Moray Low |
| Avants     | Talonneur              | Ross Ford, Dougie Hall, Pat MacArthur                               |
| Avants     | Deuxième ligne         | Grant Gilchrist, Richie Gray, Jim Hamilton, Alastair Kellock        |
| Avants     | Troisième ligne aile   | Kelly Brown (cap.), Chris Fusaro, Rob Harley, Ryan Wilson           |
| Avants     | Troisième ligne centre | Johnnie Beattie, David Denton, Richie Vernon                        |
| Arrières   | Demi de mêlée          | Sean Kennedy, Henry Pyrgos, Duncan Weir                             |
| Arrières   | Demi d'ouverture       | Tom Heathcote, Ruaridh Jackson, Greig Laidlaw                       |
| Arrières   | Centre                 | Alex Dunbar, Max Evans, Peter Horne, Matt Scott                     |
| Arrières   | Ailier                 | Sean Lamont, Sean Maitland, Tommy Seymour, Tim Visser               |
| Arrières   | Arrière                | Stuart Hogg, Peter Murchie                                          |

#### France
Philippe Saint-André annonce la liste des 33 joueurs de l'équipe de France retenus pour le début du Tournoi le 11 janvier. Brice Dulin, d'abord sélectionné, doit déclarer forfait pour cause de blessure. Il laisse sa place à Maxime Médard. Wenceslas Lauret est remplacé par Pierrick Gunther. Le 11 février, le sud-africain Antonie Claassen est appelé dans le groupe avant la troisième journée du Tournoi.
| Entraîneur | Entraîneur             | Philippe Saint-André                                                                       |
| Avants     | Pilier                 | David Attoub, Vincent Debaty, Thomas Domingo, Luc Ducalcon, Yannick Forestier, Nicolas Mas |
| Avants     | Talonneur              | Guilhem Guirado, Benjamin Kayser, Dimitri Szarzewski                                       |
| Avants     | Deuxième ligne         | Yoann Maestri, Pascal Papé (cap.), Jocelino Suta, Sébastien Vahaamahina, Romain Taofifénua |
| Avants     | Troisième ligne aile   | Thierry Dusautoir, Pierrick Gunther, Yannick Nyanga, Fulgence Ouedraogo                    |
| Avants     | Troisième ligne centre | Damien Chouly, Louis Picamoles, Antonie Claassen                                           |
| Arrières   | Demi de mêlée          | Maxime Machenaud, Morgan Parra                                                             |
| Arrières   | Demi d'ouverture       | Frédéric Michalak, François Trinh-Duc                                                      |
| Arrières   | Centre                 | Mathieu Bastareaud, Gaël Fickou, Wesley Fofana, Maxime Mermoz                              |
| Arrières   | Ailier                 | Vincent Clerc, Benjamin Fall, Florian Fritz, Yoann Huget                                   |
| Arrières   | Arrière                | Jean-Marcellin Buttin, Maxime Médard                                                       |

#### Galles
Liste des 34 joueurs de l'équipe du pays de Galles retenus pour le début du Tournoi. Dan Lydiate, élu meilleur joueur du Tournoi l'année précédente, n'y figure pas pour cause de blessure.
| Entraîneur | Entraîneur             | Rob Howley                                                                                      |
| Avants     | Pilier                 | Scott Andrews, Ryan Bevington, Paul James, Gethin Jenkins, Adam Jones                           |
| Avants     | Talonneur              | Richard Hibbard, Ken Owens, Matthew Rees                                                        |
| Avants     | Deuxième ligne         | Ryan Jones, Lou Reed, James King, Olly Kohn                                                     |
| Avants     | Troisième ligne aile   | Andrew Coombs, Josh Navidi, Aaron Shingler, Justin Tipuric, Josh Turnbull, Sam Warburton (cap.) |
| Avants     | Troisième ligne centre | Toby Faletau, Andries Pretorius                                                                 |
| Arrières   | Demi de mêlée          | Tavis Knoyle, Mike Phillips, Lloyd Williams                                                     |
| Arrières   | Demi d'ouverture       | Dan Biggar, James Hook                                                                          |
| Arrières   | Centre                 | Jonathan Davies, Jamie Roberts, Scott Williams                                                  |
| Arrières   | Ailier                 | Alex Cuthbert, George North, Eli Walker                                                         |
| Arrières   | Arrière                | Lee Byrne, Leigh Halfpenny, Liam Williams                                                       |

#### Irlande
Le 17 janvier 2013, un groupe de 39 joueurs est annoncé, contenant six joueurs non-capés.
| Entraîneur | Entraîneur             | Declan Kidney                                                                      |
| Avants     | Pilier                 | Michael Bent, Tom Court, Declan Fitzpatrick, Cian Healy, David Kilcoyne, Mike Ross |
| Avants     | Talonneur              | Rory Best, Sean Cronin, Mike Sherry                                                |
| Avants     | Deuxième ligne         | Iain Henderson, Mick McCarthy, Donncha O'Callaghan, Donnacha Ryan, Devin Toner     |
| Avants     | Troisième ligne aile   | Chris Henry, Kevin McLaughlin, Sean O'Brien                                        |
| Avants     | Troisième ligne centre | Jamie Heaslip (cap.), Peter O'Mahony                                               |
| Arrières   | Demi de mêlée          | Conor Murray, Eoin Reddan                                                          |
| Arrières   | Demi d'ouverture       | Paddy Jackson, Ronan O'Gara, Jonathan Sexton                                       |
| Arrières   | Centre                 | Gordon D'Arcy, Keith Earls, Fergus McFadden, Dave McSharry, Brian O'Driscoll       |
| Arrières   | Ailier                 | Luke Fitzgerald, Craig Gilroy, Simon Zebo                                          |
| Arrières   | Arrière                | Rob Kearney                                                                        |

#### Italie
Liste des 30 joueurs de l'équipe d'Italie retenus pour le début du Tournoi.
| Entraîneur | Entraîneur             | Jacques Brunel                                                                               |
| Avants     | Pilier                 | Martín Castrogiovanni, Lorenzo Cittadini, Alberto De Marchi, Andrea Lo Cicero, Michele Rizzo |
| Avants     | Talonneur              | Leonardo Ghiraldini, Davide Giazzon                                                          |
| Avants     | Deuxième ligne         | Joshua Furno, Quintin Geldenhuys, Francesco Minto, Antonio Pavanello                         |
| Avants     | Troisième ligne aile   | Robert Barbieri, Paul Derbyshire, Simone Favaro, Alessandro Zanni                            |
| Avants     | Troisième ligne centre | Sergio Parisse (cap.), Manoa Vosawai                                                         |
| Arrières   | Demi de mêlée          | Tobie Botes, Edoardo Gori                                                                    |
| Arrières   | Demi d'ouverture       | Kris Burton, Luciano Orquera                                                                 |
| Arrières   | Centre                 | Tommaso Benvenuti, Paolo Buso, Gonzalo Canale, Alberto Sgarbi                                |
| Arrières   | Ailier                 | Tommaso Iannone, Andrea Masi, Giovanbattista Venditti                                        |
| Arrières   | Arrière                | Gonzalo García, Luke McLean                                                                  |

### Arbitres
Liste des arbitres de champ du Tournoi.
| FIRA-AER                                                                                    | FORU          | CAR                           |
| ------------------------------------------------------------------------------------------- | ------------- | ----------------------------- |
| - Wayne Barnes - George Clancy - Jérôme Garcès - Nigel Owens - Romain Poite - Alain Rolland | - Steve Walsh | - Craig Joubert - Jaco Peyper |

## Les matchs
Les heures sont données dans les fuseaux utilisés par le pays qui reçoit : WET (UTC+0) dans les îles Britanniques et CET (UTC+1) en France et en Italie.
| 2 février 2013, 13 h 30                     | Millennium Stadium, Cardiff  | Pays de Galles | 22 – 30 | Irlande |
| 2 février 2013, 16 h 00 (Calcutta Cup)      | Stade de Twickenham, Londres | Angleterre     | 38 – 18 | Écosse  |
| 3 février 2013, 16 h 00 (Trophée Garibaldi) | Stade olympique, Rome        | Italie         | 23 – 18 | France  |

| 9 février 2013, 14 h 30                      | Murrayfield Stadium, Édimbourg | Écosse  | 34 – 10 | Italie         |
| 9 février 2013, 18 h 00                      | Stade de France, Saint-Denis   | France  | 6 – 16  | Pays de Galles |
| 10 février 2013, 15 h 00 (Millennium Trophy) | Aviva Stadium, Dublin          | Irlande | 6 – 12  | Angleterre     |

| 23 février 2013, 15 h 30                    | Stade olympique, Rome          | Italie     | 9 – 26  | Pays de Galles |
| 23 février 2013, 17 h 00 (Trophée Eurostar) | Stade de Twickenham, Londres   | Angleterre | 23 – 13 | France         |
| 24 février 2013, 15 h 00 (Centenary Quaich) | Murrayfield Stadium, Édimbourg | Écosse     | 12 – 8  | Irlande        |

| 9 mars 2012, 14 h 30  | Murrayfield Stadium, Édimbourg | Écosse     | 18 – 28 | Pays de Galles |
| 9 mars 2013, 17 h 00  | Aviva Stadium, Dublin          | Irlande    | 13 – 13 | France         |
| 10 mars 2013, 16 h 00 | Stade de Twickenham, Londres   | Angleterre | 18 – 11 | Italie         |

| 16 mars 2013, 15 h 30 | Stade olympique, Rome        | Italie         | 22 – 15 | Irlande    |
| 16 mars 2013, 17 h 00 | Millennium Stadium, Cardiff  | Pays de Galles | 30 – 3  | Angleterre |
| 16 mars 2013, 21 h 00 | Stade de France, Saint-Denis | France         | 23 – 16 | Écosse     |

## Classement
| Rang | Nation             | J | V | N | D | Pm  | Pe  | Diff | Pts |
| ---- | ------------------ | - | - | - | - | --- | --- | ---- | --- |
| 1    | Pays de Galles (T) | 5 | 4 | 0 | 1 | 122 | 66  | +56  | 8   |
| 2    | Angleterre         | 5 | 4 | 0 | 1 | 94  | 78  | +16  | 8   |
| 3    | Écosse             | 5 | 2 | 0 | 3 | 98  | 107 | -9   | 4   |
| 4    | Italie             | 5 | 2 | 0 | 3 | 75  | 111 | -36  | 4   |
| 5    | Irlande            | 5 | 1 | 1 | 3 | 72  | 81  | -9   | 3   |
| 6    | France             | 5 | 1 | 1 | 3 | 73  | 91  | -18  | 3   |

|  | Vainqueur du Tournoi 2013. |
|  | T : tenant du titre 2012.  |

Attribution des points de classement (Pts)
2 points pour une victoire, 1 point en cas de match nul, rien pour une défaite.
Règles de classement
1. points de classement ; 2. différence de points de match PP-PC ; 3. nombre d'essais marqués ; 4. titre partagé.

## Statistiques individuelles

### Meilleur joueur du Tournoi
Leigh Halfpenny, arrière du pays de Galles, a été élu meilleur joueur du Tournoi 2013,.

### Meilleurs marqueurs
| Rang | Joueur                  | Équipe         | Essais |
| ---- | ----------------------- | -------------- | ------ |
| 1    | Alex Cuthbert           | Pays de Galles | 4      |
| 2    | Wesley Fofana           | France         | 2      |
| 2    | Stuart Hogg             | Écosse         | 2      |
| 2    | Louis Picamoles         | France         | 2      |
| 2    | Tim Visser              | Écosse         | 2      |
| 6    | Chris Ashton            | Angleterre     | 1      |
| -    | Danny Care              | Angleterre     | 1      |
| -    | Martín Castrogiovanni   | Italie         | 1      |
| -    | Jonathan Davies         | Pays de Galles | 1      |
| -    | Benjamin Fall           | France         | 1      |
| -    | Craig Gilroy            | Irlande        | 1      |
| -    | Leigh Halfpenny         | Pays de Galles | 1      |
| -    | Cian Healy              | Irlande        | 1      |
| -    | Jamie Heaslip           | Irlande        | 1      |
| -    | Richard Hibbard         | Pays de Galles | 1      |
| -    | Sean Lamont             | Écosse         | 1      |
| -    | Sean Maitland           | Écosse         | 1      |
| -    | Luke McLean             | Italie         | 1      |
| -    | Maxime Médard           | France         | 1      |
| -    | Craig Mitchell          | Pays de Galles | 1      |
| -    | George North            | Pays de Galles | 1      |
| -    | Brian O'Driscoll        | Irlande        | 1      |
| -    | Sergio Parisse          | Italie         | 1      |
| -    | Geoff Parling           | Angleterre     | 1      |
| -    | Matt Scott              | Écosse         | 1      |
| -    | Manu Tuilagi            | Angleterre     | 1      |
| -    | Billy Twelvetrees       | Angleterre     | 1      |
| -    | Giovanbattista Venditti | Italie         | 1      |
| -    | Alessandro Zanni        | Italie         | 1      |
| -    | Simon Zebo              | Irlande        | 1      |

### Meilleurs réalisateurs
| Rang | Joueur            | Équipe         | Points | Essais | Transf. | Pén. | Drops |
| ---- | ----------------- | -------------- | ------ | ------ | ------- | ---- | ----- |
| 1    | Leigh Halfpenny   | Pays de Galles | 74     | 1      | 6       | 19   | 0     |
| 2    | Greig Laidlaw     | Écosse         | 61     | 0      | 5       | 17   | 0     |
| 3    | Owen Farrell      | Angleterre     | 45     | 0      | 3       | 13   | 0     |
| 4    | Luciano Orquera   | Italie         | 33     | 0      | 3       | 8    | 1     |
| 5    | Frédéric Michalak | France         | 31     | 0      | 2       | 9    | 0     |
| 6    | Paddy Jackson     | Irlande        | 26     | 0      | 1       | 8    | 0     |
| 7    | Toby Flood        | Angleterre     | 24     | 0      | 0       | 8    | 0     |
| 8    | Alex Cuthbert     | Pays de Galles | 20     | 4      | 0       | 0    | 0     |
| 9    | Jonathan Sexton   | Irlande        | 15     | 0      | 3       | 3    | 0     |
| 10   | Kris Burton       | Italie         | 14     | 0      | 1       | 3    | 1     |

## Première journée

### Galles - Irlande
(mt : 3 - 23)
Homme du match :  Brian O'Driscoll
Points marqués :

 Pays de Galles
- 3 essais Cuthbert 48e, Halfpenny 59e, Mitchell 76e
- 2/3 transformations Halfpenny 49e, 77e
- 1 pénalité Halfpenny 34e

 Irlande
- 3 essais Zebo 11e, Healy 24e, O'Driscoll 43e
- 3/3 transformations Sexton 12e, 26e, 44e
- 3 pénalités Sexton 21e, 29e, 40e+3

Évolution du score : 0-7, 0-10, 0-17, 0-20, 3-20, 3-23, mt, 3-30, 10-30, 15-30, 22-30
Arbitre : Romain Poite 
Résumé :
Le pays de Galles commence la partie sur le reculoir, mis sous pression par la puissance des avants irlandais. Après dix minutes à l'avantage de l'Irlande en termes de possession et d'occupation, l'Irlande obtient une mêlée sur les 22 mètres gallois, côté droit du terrain. Elle négocie bien la sortie du ballon et après un point de fixation, décale sur l'aile gauche pour Zebo, qui franchit la ligne d'en-but pour le premier essai du match. Sexton transforme et ajoute une pénalité à la vingtième minute. Le pays de Galles tente de réagir en conservant le ballon, mais leur manque d'organisation ralentit leur offensive, et la défense irlandaise se montre très agressive. Une chandelle de Biggar est contrée par Best, qui récupère et file vers l'en-but. Il est stoppé à quelques mètres de l'en-but gallois, mais après deux courtes phases de jeu, Healy récupère le ballon et va marquer, en force, le second essai irlandais. La précision irlandaise contraste avec les petites erreurs galloises, qui concèdent quinze turnovers sur l'ensemble de la partie. Sexton en profite, ajoutant deux pénalités alors que l'orgueil des Gallois semble se réveiller. Dans l'intervalle, Halfpenny réduit l'écart. À la mi-temps, les Irlandais mènent de vingt points (3-23).
Au retour des vestiaires, les premières intentions offensives sont de nouveau irlandaises. Un ruck se forme sur la ligne d'en-but galloise, et O'Driscoll aplatit dans le petit périmètre, portant l'avance irlandaise à 27 points grâce à la transformation de Sexton. Les avants gallois sonnent la révolte, et, de retour dans les 22 mètres irlandais, chargent pendant plusieurs phases avant de lancer l'ailier Cuthbert qui perfore la défense irlandaise pour le premier essai gallois. Le XV du Poireau corrige ses imprécisions et parvient à insuffler du dynamisme dans ses mouvements offensifs, poussant les Irlandais à des fautes répétées, et Rory Best est exclu dix minutes en milieu de deuxième période. L'attaque galloise pousse, forme un ruck à gauche des poteaux irlandais. Mike Phillips commet un mauvais geste sur Sexton, qui échappe au corps arbitral, et le lancement de jeu qui suit permet à Halfpenny, en bout de ligne sur l'aile droite, d'inscrire le deuxième essai gallois. L'accumulation de fautes irlandaises coûte un nouveau carton jaune au demi de mêlée Conor Murray. Le pays de Galles profite de nouveau de sa supériorité numérique pour marquer un dernier essai par Craig Mitchell. La défense irlandaise, solide, a su contenir suffisamment la furie galloise pour infliger aux Diables rouges leur huitième défaite consécutive.
| Pays de Galles Titulaires 15 Leigh Halfpenny 14 Alex Cuthbert 13 Jonathan Davies 12 Jamie Roberts 11 George North 10 Dan Biggar 9 Mike Phillips 8 Toby Faletau 7 Sam Warburton (cap.) 6 Aaron Shingler 5 Ian Evans 4 Andrew Coombs 3 Adam Jones 2 Matthew Rees 1 Gethin Jenkins Remplaçants 16 Ken Owens 17 Paul James 18 Craig Mitchell 19 Ollie Kohn 20 Justin Tipuric 21 Lloyd Williams 22 James Hook 23 Scott Williams Entraîneur Rob Howley |  | Irlande Titulaires Rob Kearney 15 Craig Gilroy 14 Brian O'Driscoll 13 Gordon D'Arcy 12 Simon Zebo 11 Jonathan Sexton 10 Conor Murray 9 (cap.) Jamie Heaslip 8 Sean O'Brien 7 Peter O'Mahony 6 Donnacha Ryan 5 Mike McCarthy 4 Mike Ross 3 Rory Best 2 Cian Healy 1 Remplaçants Sean Cronin 16 David Kilcoyne 17 Declan Fitzpatrick 18 Donncha O'Callaghan 19 Chris Henry 20 Eoin Reddan 21 Ronan O'Gara 22 Keith Earls 23 Entraîneur Declan Kidney |

### Angleterre - Écosse
(mt : 19 - 11)
Homme du match :  Owen Farrell
Points marqués :
- Angleterre : 4 essais de Ashton (31e), Twelvetrees (43e), Parling (54e) et de Care (80e) ; 3 transformations de Farrell (32e, 44e,81e) ; 4 pénalité de Farrell (4e,14e, 19e, 38e)
- Écosse : 2 essais de Maitland (10e) et de Hogg (71e) ; 1 transformation de Laidlaw (72e) ; 2 pénalités de Laidlaw (20e, 40e)

Évolution du score : 3-0, 3-5, 6-5, 9-5, 9-8, 16-8, 19-8, 19-11, 26-11, 31-11, 31-18, 38-18
Arbitre :  Alain Rolland
Résumé :
Très rapidement, les Anglais mettent une grosse pression sur l'équipe d'Écosse. Celle-ci se met à la faute et permet a Farrell d'ouvrir le score à la quatrième minute. L'Angleterre commence à confisquer le ballon, sans toutefois se montrer particulièrement dangereuse. Sur un coup de pied d'occupation de Mike Brown, l’arrière écossais Hogg transperce la défense anglaise mais voit son offensive échouer à quelques mètres de l'en-but. Après deux temps de jeu et sur un ruck côté droit, Maitland s'échappe pour marquer sur le petit côté déserté par la défense. Il s'agissait de la première incursion des Écossais dans le camp anglais. Laidlaw rate la transformation. La pression anglaise reprend. Farrell marque deux pénalités contre une pour Laidlaw, permettant a l'Angleterre de mener 9-8. À la demi-heure de jeu, l'ailier anglais Chris Ashton concrétise la domination de son équipe grâce à un essai en percussion. Les deux buteurs rajoutent une pénalité chacun, et les deux équipes rentrent au vestiaire sur le score de 19-11 pour le XV de la Rose.
Au retour des vestiaires, les hommes en blanc accentuent leur domination et marquent un nouvel essai par l'intermédiaire de Twelvetrees. Les avants anglais imposent leur puissance, remportant le défi physique face à une défense écossaise trop passive, qui ne parvient pas à réaliser de plaquage décisif (l'Écosse manque 19 plaquages sur l'ensemble du match). Tandis que les avants anglais déroulent, mettant à mal leurs vis-à-vis, le deuxième ligne Parling ajoute un essai logique. Sur une nouvelle attaque anglaise, le capitaine écossais Brown récupère le ballon, et après un contre de 80 mètres amorcé par Maitland, Hogg inscrit un deuxième essai en contre pour le XV du Chardon. Un nouveau ballon de récupération glisse des mains de Beattie, alors que la situation paraissait particulièrement dangereuse. À 30 secondes de la fin du temps, l'Angleterre obtient une nouvelle pénalité, que Farrell ne tente pas, mais cherche la touche. Les avants anglais vont de nouveau faire parler leur domination, concluant dans les arrêts de jeu par un essai collectif entre les perches, par Danny Care. L'Angleterre, dominatrice, a néanmoins concédé beaucoup de pertes de ballon (19), sur lesquels les Écossais ont pu compter pour minimiser l'écart de points.
| Angleterre Titulaires 15 Alex Goode 14 Chris Ashton 13 Brad Barritt 12 Billy Twelvetrees 11 Mike Brown 10 Owen Farrell 9 Ben Youngs 8 Ben Morgan 7 Chris Robshaw 6 Tom Wood 5 Geoff Parling 4 Joe Launchbury 3 Dan Cole 2 Tom Youngs 1 Joe Marler Remplaçants 16 Dylan Hartley 17 Dave Wilson 18 Mako Vunipola 19 Courtney Lawes 20 James Haskell 21 Danny Care 22 Toby Flood 23 David Strettle Entraîneur Stuart Lancaster |  | Écosse Titulaires Stuart Hogg 15 Sean Maitland 14 Sean Lamont 13 Matt Scott 12 Tim Visser 11 Ruaridh Jackson 10 Greig Laidlaw 9 Johnnie Beattie 8 Kelly Brown 7 Alasdair Strokosch 6 Jim Hamilton 5 Richie Gray 4 Euan Murray 3 Dougie Hall 2 Ryan Grant 1 Remplaçants Ross Ford 16 Moray Low 17 Geoff Cross 18 Alastair Kellock 19 David Denton 20 Henry Pyrgos 21 Duncan Weir 22 Max Evans 23 Entraîneur Scott Johnson |

### Italie - France
(mt :  13-15 )
Homme du match : Luciano Orquera 
Points marqués :

 Italie
- 2 essais Parisse 5e,Castrogiovanni 57e
- 2 transformations Orquera ( 6e, 58e
- 1 pénalité de Orquera 18e
- 2 drops de Orquera 15e, Burton 68e

 France
- 2 essais Picamoles 12e, Fall 34e
- 1 transformation Michalak 35e
- 2 pénalités de Michalak 28e, 50e

Évolution du score : 7-0, 7-5, 10-5, 13-5, 13-8, 13-15, mt, 13-18, 20-18, 23-18
Arbitre : Nigel Owens 
Résumé :
L'Italie débute la partie du bon pied, repoussant les Français dans leur camp. Sur une relance française, les Italiens bénéficient d'un ballon perdu pour lancer un contre conclu par Parisse sans grande résistance devant la défense française totalement désorganisée. Orquera transforme. Dès la sixième minute, l'Italie mène 7-0. La réaction française est immédiate et grâce à une bonne conservation du ballon, les Bleus occupent rapidement les 22 mètres italiens. Picamoles, efficace au contact, bouscule le mur défensif italien, pourtant bien en place, pour inscrire le deuxième. Michalak manque la transformation. L'équipe de France semble alors avoir pris le contrôle du match, mais l'Italie remet la main sur le ballon. Plus efficaces dans la conservation, les Azzurri s'installent dans la moitié de terrain française. Une domination territoriale concrétisée, à trois minutes d'intervalle, par un drop et une pénalité d'Orquera. Puis, à la 26e minute, les Bleus se voient refuser un essai : après une touche et des temps de jeu où les avants sont mobilisés, Machenaud libère rapidement pour Michalak qui décale Mermoz. Celui-ci parvient à donner à Fritz et c’est finalement Fall qui va tomber dans l’en-but à cinq mètres des poteaux, mais l’arbitre après consultation de la vidéo, refuse l’essai pourtant valable. Les Français dominent globalement les dix dernières minutes. Michalak réduit l'écart d'une pénalité. Puis, sur un lancement de jeu au milieu de terrain, l'attaque française déchire le rideau italien et, grâce à deux passes après contact, marque un deuxième essai par Benjamin Fall. La transformation passe. À la pause, le XV de France mène 13 à 15.
Sur la lancée, l'équipe de France inscrit une nouvelle pénalité à la 50e minute. À la 56e, Maxime Machenaud déborde long de ligne et mène la charge de ses quarante mètres jusqu'à dix mètres de l'en-but italien. Le soutien français est trop lent, l'Italie récupère et relance de ses 22 mètres. En seulement neuf phases de jeu, l'offensive italienne balaye la défense française, trop lente et désorganisée. Après un dernier point de fixation à cinq mètres de l'en-but français, Orquera charge au près, transmet après contact à Castrogiovanni, qui inscrit sans difficulté le second essai italien. Là où aurait dû se trouver un avant français, c'est l'ailier Fall qui a eu la lourde tâche d'arrêter le pilier italien dans son élan. La mainmise italienne se poursuit sur l'ensemble de la deuxième mi-temps. Burton alourdit la marque en faveur de l'Italie par un drop à la 68e. Il faut attendre les deux dernières minutes de la partie pour voir le XV de France dans les 22 mètres italiens pour la deuxième fois de la mi-temps. Plus inspirée et plus dynamique, l'équipe de France pousse à la faute l'équipe d'Italie. Giazzon est expulsé à une minute de la fin du temps réglementaire. Mais la défense italienne tient bon, et ne concède pas l'essai qui aurait sauvé le XV de France de la déroute. Moins disciplinée mais plus agressive et plus solidaire, l'équipe d'Italie a remporté la bataille de l'envie face à une équipe de France irrégulière sur l'ensemble du match.
| Italie Titulaires 15 Andrea Masi 14 Giovanbattista Venditti 13 Tommaso Benvenuti 12 Alberto Sgarbi 11 Luke McLean 10 Luciano Orquera 9 Tobie Botes 8 Sergio Parisse 7 Simone Favaro 6 Alessandro Zanni 5 Francesco Minto 4 Quintin Geldenhuys 3 Martín Castrogiovanni 2 Leonardo Ghiraldini 1 Andrea Lo Cicero Remplaçants 16 Davide Giazzon 17 Alberto De Marchi 18 Lorenzo Cittadini 19 Antonio Pavanello 20 Paul Derbyshire 21 Edoardo Gori 22 Kris Burton 23 Gonzalo Canale Entraîneur Jacques Brunel |  | France Titulaires Yoann Huget 15 Wesley Fofana 14 Florian Fritz 13 Maxime Mermoz 12 Benjamin Fall 11 Frédéric Michalak 10 Maxime Machenaud 9 Louis Picamoles 8 Thierry Dusautoir 7 Fulgence Ouedraogo 6 Yoann Maestri 5 Pascal Papé 4 Nicolas Mas 3 Dimitri Szarzewski 2 Yannick Forestier 1 Remplaçants Benjamin Kayser 16 Vincent Debaty 17 Luc Ducalcon 18 Romain Taofifénua 19 Damien Chouly 20 Morgan Parra 21 François Trinh-Duc 22 Mathieu Bastareaud 23 Entraîneur Philippe Saint-André |

## Deuxième journée

### Écosse - Italie
(mt : 13 - 3)
Homme du match :  Greig Laidlaw
Points marqués :
- Écosse : 4 essais de Visser (29e), Scott (43e), Hogg (47e) et de Lamont (69e) ; 4 transformations de Laidlaw (31e, 45e, 49e, 70e) ; 2 pénalités de Laidlaw (16e, 25e)
- Italie : 1 essai de Zanni (74e) ; 1 transformation de Burton (75e) ; 1 pénalité de Orquera (40e)

Évolution du score : 3-0, 6-0, 13-0, 13-3, 20-3, 27-3, 34-3, 34-10
Arbitre :  Jaco Peyper
Résumé :
| Écosse Titulaires 15 Stuart Hogg 14 Sean Maitland 13 Sean Lamont 12 Matt Scott 11 Tim Visser 10 Ruaridh Jackson 9 Greig Laidlaw 8 Johnnie Beattie 7 Kelly Brown 6 Rob Harley 5 Jim Hamilton 4 Richie Gray 3 Euan Murray 2 Ross Ford 1 Ryan Grant Remplaçants 16 Pat MacArthur 17 Moray Low 18 Geoff Cross 19 Alastair Kellock 20 David Denton 21 Henry Pyrgos 22 Duncan Weir 23 Max Evans Entraîneur Scott Johnson |  | Italie Titulaires Andrea Masi 15 Giovanbattista Venditti 14 Tommaso Benvenuti 13 Gonzalo Canale 12 Luke McLean 11 Luciano Orquera 10 Tobie Botes 9 Sergio Parisse 8 Simone Favaro 7 Alessandro Zanni 6 Francesco Minto 5 Quintin Geldenhuys 4 Leonardo Ghiraldini 3 Martín Castrogiovanni 2 Andrea Lo Cicero 1 Remplaçants Davide Giazzon 16 Alberto De Marchi 17 Lorenzo Cittadini 18 Antonio Pavanello 19 Paul Derbyshire 20 Edoardo Gori 21 Kris Burton 22 Gonzalo García 23 Entraîneur Jacques Brunel |

### France - Galles
(mt : 3 - 3)
Homme du match :  Leigh Halfpenny
Points marqués :
- France : 2 pénalités de Michalak (15e, 59e)
- Galles : 1 essai de North (72e) ; 1 transformation de Halfpenny (73e) ; 3 pénalités de Halfpenny (18e, 43e, 75e)

Évolution du score : 3-0, 3-3, 3-6, 6-6, 6-13, 6-16
Arbitre :  George Clancy
Résumé :
Le match est totalement fermé et les deux équipes s'observent. Michalak débloque le compteur à la 15e minute par une pénalité. Leigh Halfpenny répond aussitôt également par une pénalité. Le reste de la première mi-temps passe sans aucune véritable belle action, même si les Français ont quelques occasions d'essai. Beaucoup de mêlées, de jeu au pied et de fautes, peu d'attaques au large. Au retour de la mi-temps, les Gallois mettent la pression et décrochent une pénalité. Halfpenny botte et les Gallois mènent 6-3. Les Bleus reviennent à égalité à la 59e. La rencontre semble se diriger vers le match nul, mais c'est sans compter sur North. Il marque le seul essai de la partie à 72e minute après un coup de pied astucieux de Dan Biggar. Halfpenny transforme et passe une pénalité à la 75e, anéantissant ainsi les espoirs des français. Ces derniers auront la possession durant les deux dernières minutes, mais le rideau défensif gallois étant bien en place et les français se trouvant dans leurs 22 mètres, Florian Fritz entré en jeu tape à suivre mais le ballon est récupéré par les gallois et mis en touche. Les Gallois ont dominé les dix dernières minutes ce qui leur a permis de finir sur le score de 16 à 6.
| France Titulaires 15 Yoann Huget 14 Wesley Fofana 13 Maxime Mermoz 12 Mathieu Bastareaud 11 Benjamin Fall 10 Frédéric Michalak 9 Maxime Machenaud 8 Louis Picamoles 7 Thierry Dusautoir 6 Fulgence Ouedraogo 5 Yoann Maestri 4 Jocelino Suta 3 Nicolas Mas 2 Dimitri Szarzewski 1 Yannick Forestier Remplaçants 16 Benjamin Kayser 17 Vincent Debaty 18 Luc Ducalcon 19 Romain Taofifénua 20 Damien Chouly 21 Morgan Parra 22 François Trinh-Duc 23 Florian Fritz Entraîneur Philippe Saint-André |  | Pays de Galles Titulaires Leigh Halfpenny 15 Alex Cuthbert 14 Jonathan Davies 13 Jamie Roberts 12 George North 11 Dan Biggar 10 Mike Phillips 9 Toby Faletau 8 Justin Tipuric 7 Ryan Jones 6 Ian Evans 5 Andrew Coombs 4 Adam Jones 3 Richard Hibbard 2 Gethin Jenkins 1 Remplaçants Ken Owens 16 Paul James 17 Craig Mitchell 18 Lou Reed 19 Aaron Shingler 20 Lloyd Williams 21 James Hook 22 Scott Williams 23 Entraîneur Rob Howley |

### Irlande - Angleterre
(mt : 0 - 6)
Homme du match :  Chris Robshaw
Points marqués  : 
- Irlande : 2 pénalités de O'Gara (45e, 58e)
- Angleterre : 4 pénalités de Farrell (3e, 29e, 64e, 66e)

Évolution du score : 0-3, 0-6, 3-6, 6-6, 6-9, 6-12
Arbitre :  Jérôme Garcès
Résumé :
| Irlande Titulaires 15 Rob Kearney 14 Craig Gilroy 13 Brian O'Driscoll 12 Gordon D'Arcy 11 Simon Zebo 10 Jonathan Sexton 9 Conor Murray 8 Jamie Heaslip (cap.) 7 Sean O'Brien 6 Peter O'Mahony 5 Donnacha Ryan 4 Mike McCarthy 3 Mike Ross 2 Rory Best 1 Cian Healy Remplaçants 16 Sean Cronin 17 David Kilcoyne 18 Declan Fitzpatrick 19 Donncha O'Callaghan 20 Chris Henry 21 Eoin Reddan 22 Ronan O'Gara 23 Keith Earls Entraîneur Declan Kidney |  | Angleterre Titulaires Alex Goode 15 Chris Ashton 14 Brad Barritt 13 Billy Twelvetrees 12 Mike Brown 11 Owen Farrell 10 Ben Youngs 9 (cap.) Chris Robshaw 8 Tom Wood 7 James Haskell 6 Geoff Parling 5 Joe Launchbury 4 Dan Cole 3 Tom Youngs 2 Joe Marler 1 Remplaçants Dylan Hartley 16 Mako Vunipola 17 David Wilson 18 Courtney Lawes 19 Thomas Waldrom 20 Danny Care 21 Toby Flood 22 Manu Tuilagi 23 Entraîneur Stuart Lancaster |

## Troisième journée

### Italie - Galles
(mt : 6 - 9)
Homme du match :  Ryan Jones
Points marqués : 
- Italie : 3 pénalités de Burton (10e, 30e, 50e)
- Galles : 2 essais de Davies (45e) et de Cuthbert (61e) ; 2 transformations de Halfpenny (46e, 61e) ; 4 pénalités de Halfpenny (8e, 16e, 20e, 53e)

Évolution du score : 0-3, 3-3, 3-6, 3-9, 6-9, 6-16, 9-16, 9-19, 9-26
Arbitre :  Romain Poite
Résumé :
| Italie Titulaires 15 Andrea Masi 14 Giovanbattista Venditti 13 Tommaso Benvenuti 12 Gonzalo Canale 11 Luke McLean 10 Kris Burton 9 Edoardo Gori 8 Manoa Vosawai 7 Simone Favaro 6 Alessandro Zanni 5 Francesco Minto 4 Antonio Pavanello 3 Martín Castrogiovanni 2 Leonardo Ghiraldini 1 Andrea Lo Cicero Remplaçants 16 Davide Giazzon 17 Alberto De Marchi 18 Lorenzo Cittadini 19 Quintin Geldenhuys 20 Paul Derbyshire 21 Tobie Botes 22 Luciano Orquera 23 Gonzalo García Entraîneur Jacques Brunel |  | Pays de Galles Titulaires Leigh Halfpenny 15 Alex Cuthbert 14 Jonathan Davies 13 Jamie Roberts 12 George North 11 Dan Biggar 10 Mike Phillips 9 Toby Faletau 8 Justin Tipuric 7 Ryan Jones 6 Daniel Evans 5 Andrew Coombs 4 Adam Jones 3 Richard Hibbard 2 Gethin Jenkins 1 Remplaçants Ken Owens 16 Paul James 17 Craig Mitchell 18 Alun Wyn Jones 19 Sam Warburton 20 Lloyd Williams 21 James Hook 22 Scott Williams 23 Entraîneur Rob Howley |

### Angleterre - France
(mt : 9 - 10)
Homme du match :  Wesley Fofana
Points marqués : 
- Angleterre : 1 essai de Tuilagi (56e) ; 6 pénalités de Farrell (2e, 28e, 34e, 48e) et de Flood (73e, 77e)
- France : 1 essai de Fofana (30e) ; 1 transformation de Parra (32e) : 2 pénalités de Parra (5e) et de Michalak (57e)

Évolution du score : 3-0, 3-3, 6-3, 6-10, 9-10, 12-10, 17-10, 17-13, 20-13, 23-13
Arbitre :  Craig Joubert
Résumé :  La première mi-temps est équilibrée. Wesley Fofana réalise un exploit personnel en résistant à cinq plaquages anglais pour marquer un essai après une course de plus de 60 mètres. L'indiscipline française permet néanmoins à Owen Farrell de recoller au score en passant trois pénalités. Après la mi-temps, les Français commettent plus d'imprécisions (fautes par excès d’engagement dans les zones de rucks, lacunes en lancer en touche, Parra manque plusieurs pénalités). La partie bascule enfin grâce à un essai de Tuilagi sur un ballon de récupération issu d'un maul et détourné par le pilier Vunipola manifestement en position de hors-jeu. La France concède sa troisième défaite en trois matchs, fait inédit depuis le tournoi de 1999.
| Angleterre Titulaires 15 Alex Goode 14 Chris Ashton 13 Brad Barritt 12 Manu Tuilagi 11 Mike Brown 10 Owen Farrell 9 Ben Youngs 8 Chris Robshaw 7 Tom Wood 6 Courtney Lawes 5 Geoff Parling 4 Joe Launchbury 3 Dan Cole 2 Dylan Hartley 1 Joe Marler Remplaçants 16 Tom Youngs 17 David Wilson 18 Mako Vunipola 19 James Haskell 20 Thomas Waldrom 21 Danny Care 22 Toby Flood 23 Billy Twelvetrees Entraîneur Stuart Lancaster |  | France Titulaires Yoann Huget 15 Vincent Clerc 14 Mathieu Bastareaud 13 Wesley Fofana 12 Benjamin Fall 11 François Trinh-Duc 10 Morgan Parra 9 Louis Picamoles 8 Yannick Nyanga 7 Thierry Dusautoir 6 Yoann Maestri 5 Christophe Samson 4 Nicolas Mas 3 Benjamin Kayser 2 Thomas Domingo 1 Remplaçants Dimitri Szarzewski 16 Vincent Debaty 17 Luc Ducalcon 18 Jocelino Suta 19 Antonie Claassen 20 Maxime Machenaud 21 Frédéric Michalak 22 Florian Fritz 23 Entraîneur Philippe Saint-André |

### Écosse - Irlande
(mt : 0 - 3)
Homme du match :  Jim Hamilton
Points marqués : 
- Ecosse : 4 pénalités de Laidlaw (53e, 60e, 64e, 74e)
- Irlande : 1 essai de Gilroy (46e) ; 1 pénalité de Jackson (36e)

Évolution du score : 0-0, 0-3, 0-8, 3-8, 6-8, 9-8, 12-8
Arbitre :  Wayne Barnes
Résumé :
| Écosse Titulaires 15 Stuart Hogg 14 Sean Maitland 13 Sean Lamont 12 Matt Scott 11 Tim Visser 10 Ruaridh Jackson 9 Greig Laidlaw 8 Johnnie Beattie 7 Kelly Brown (cap.) 6 Rob Harley 5 Jim Hamilton 4 Richie Gray 3 Geoff Cross 2 Ross Ford 1 Ryan Grant Remplaçants 16 Dougie Hall 17 Jon Welsh 18 Moray Low 19 Alastair Kellock 20 David Denton 21 Henry Pyrgos 22 Duncan Weir 23 Max Evans Entraîneur Scott Johnson |  | Irlande Titulaires Rob Kearney 15 Craig Gilroy 14 Brian O'Driscoll 13 Luke Marshall 12 Keith Earls 11 Paddy Jackson 10 Conor Murray 9 (cap.) Jamie Heaslip 8 Sean O'Brien 7 Peter O'Mahony 6 Donnacha Ryan 5 Donncha O'Callaghan 4 Mike Ross 3 Rory Best 2 Tom Court 1 Remplaçants Sean Cronin 16 David Kilcoyne 17 Declan Fitzpatrick 18 Devin Toner 19 Iain Henderson 20 Eoin Reddan 21 Ronan O'Gara 22 Luke Fitzgerald 23 Entraîneur Declan Kidney |

## Quatrième journée

### Écosse - Galles
(mt : 12 – 13)
Homme du match :  Sam Warburton
Points marqués : 
- Écosse : 6 pénalités de Laidlaw (6e, 12e, 26e, 37e, 48e, 60e)
- Galles : 1 essai de Hibbard (23e) ; 1 transformation de Halfpenny (23e) ; 7 pénalités de Halfpenny (4e, 40e, 46e, 55e, 58e, 67e, 71e)

Évolution du score : 
Arbitre :  Craig Joubert
Résumé
| Écosse · Titulaires · Stuart Hogg 15 · Sean Maitland 14 · Sean Lamont 13 · Matt Scott 12 · Tim Visser 11 · 78e Duncan Weir 10 · Greig Laidlaw 9 · 68e John Beattie 8 · (cap.) Kelly Brown 7 · Rob Harley 6 · Jim Hamilton 5 · 29e Richie Gray 4 · 76e Euan Murray 3 · Ross Ford 2 · Ryan Grant 1 · Remplaçants · Dougie Hall 16 · Moray Low 17 · 76e Geoff Cross 18 · 29e Alastair Kellock 19 · 68e Ryan Wilson 20 · Henry Pyrgos 21 · 78e Ruaridh Jackson 22 · Max Evans 23 · Entraîneur · Scott Johnson |  |  |  | Pays de Galles · Titulaires · 15 Leigh Halfpenny · 14 Alex Cuthbert · 13 Jonathan Davies · 12 Jamie Roberts 72e · 11 George North · 10 Dan Biggar · 9 Mike Phillips 72e · 8 Toby Faletau 80+1e · 7 Sam Warburton · 6 Ryan Jones (cap.) 48e · 5 Ian Evans · 4 Alun Wyn Jones · 3 Adam Jones · 2 Richard Hibbard 60e · 1 Paul James 77e à 80e · Remplaçants · 16 Ken Owens 60e · 17 Ryan Bevington 80+1e · 18 Scott Andrews · 19 Andrew Coombs · 20 Justin Tipuric 48e · 21 Lloyd Williams 72e · 22 James Hook · 23 Scott Williams 72e · Entraîneur · Rob Howley |

### Irlande - France
(mt : 13 - 3)

Homme du match :  Conor Murray
Points marqués :
- Irlande : 1 essai de Heaslip (10e) ; 1 transformation de Jackson (11e) ; 2 pénalités de Jackson (29e, 32e).
- France : 1 essai de Picamoles (73e) ;  1 transformation de Michalak (74e) ; 2 pénalités de Michalak (26e) et de Parra (53e).

Évolution du score : 
Arbitre :  Steve Walsh
Résumé
Ce France-Irlande est un match sans grand enjeu puisque ce sont deux équipes qui n’ont plus rien à jouer mais qui veulent tout de même éviter la dernière place, surtout que les bleus n’ont gagné aucun de leurs trois premiers matchs. Par ce temps de pluie, le spectacle proposé par les deux équipes est bien pauvre, les deux équipes effectuant beaucoup de chandelles par l'intermédiaire de leurs demis respectifs et négligeant le jeu courant, profitant des mêlées et des touches. Dans ce match fermé, c’est le XV de trèfle qui va ouvrir le score : à la 10e minute après une touche bien négociée dans les cinq mètres français et un maul dévastateur, Jamie Heaslip marque un essai, transformé par Paddy Jackson, remplaçant de Jonathan Sexton, blessé. Mais les français restent concentré dans le match et profitent de la mêlée (secteur où ils sont dominateurs) pour obtenir une pénalité manquée par Frédéric Michalak (15e). Jackson manque lui aussi une pénalité (22e). Mais les irlandais, indisciplinés, sont encore une fois pénalisés en mêlée et c’est finalement Michalak qui va marquer les premiers points des bleus à la 26e minute. Cette pénalité a le don de réveiller les irlandais et Paddy Jackson va immédiatement répondre par deux pénalités en six minutes.
| Irlande · Titulaires · Rob Kearney 15 · 62e Fergus McFadden 14 · 71e 75e Brian O'Driscoll 13 · 71e Luke Marshall 12 · Keith Earls 11 · Paddy Jackson 10 · 62e 71e 75e Conor Murray 9 · (cap.) Jamie Heaslip 8 · Sean O'Brien 7 · 76e Peter O'Mahony 6 · 67e Donnacha Ryan 5 · Mike McCarthy 4 · Mike Ross 3 · Rory Best 2 · Cian Healy 1 · Remplaçants · 80e Sean Cronin 16 · David Kilcoyne 17 · Stephen Archer 18 · 67e Donncha O'Callaghan 19 · 76e Iain Henderson 20 · 62e 80e Eoin Reddan 21 · 71e Ian Madigan 22 · 62e Luke Fitzgerald · Entraîneur · Declan Kidney |  |  |  | France · Titulaires · 15 Yoann Huget · 14 Vincent Clerc · 13 Florian Fritz 51' à 57' 67e · 12 Wesley Fofana · 11 Maxime Médard · 10 Frédéric Michalak · 9 Morgan Parra · 8 Louis Picamoles · 7 Thierry Dusautoir (cap.) · 6 Yannick Nyanga 65e · 5 Yoann Maestri 50e · 4 Christophe Samson · 3 Nicolas Mas · 2 Benjamin Kayser 67e · 1 Thomas Domingo 65e · Remplaçants · 16 Guilhem Guirado 67e · 17 Vincent Debaty 65e · 18 Luc Ducalcon · 19 Sébastien Vahaamahina 50e · 20 Antonie Claassen 65e · 21 Maxime Machenaud · 22 François Trinh-Duc · 23 Mathieu Bastareaud 51e 57e 67e · Entraîneur · Philippe Saint-André |

### Angleterre - Italie
(mt  : 12 – 3)

Homme du match :  Andrea Masi
Points marqués :
- Angleterre : 6 pénalités de Flood (3e, 15e, 37e, 40e, 43e, 61e)
- Italie : 1 essai de McLean (48e) ; 2 pénalités d'Orquera (17e, 47e)

Évolution du score : 
Arbitre :  George Clancy
Résumé : 
| Angleterre · Titulaires · Alex Goode 15 · Chris Ashton 14 · Manu Tuilagi 13 · 66e Brad Barritt 12 · Mike Brown 11 · Toby Flood 10 · 57e Danny Care 9 · Tom Wood 8 · (cap.) Chris Robshaw 7 · 50e James Haskell 6 · 45e Geoff Parling 5 · Joe Launchbury 4 · 75e Dan Cole 3 · 71e Tom Youngs 2 · 57e Mako Vunipola 1 · Remplaçants · 71e Dylan Hartley 16 · 75e Dave Wilson 17 · 57e Joe Marler 18 · 45e Courtney Lawes 19 · 50e Tom Croft 20 · 57e Ben Youngs 21 · Freddie Burns 22 · 66e Billy Twelvetrees 23 · Entraîneur · Stuart Lancaster |  |  |  | Italie · Titulaires · 15 Andrea Masi 34' à 40' · 14 Giovanbattista Venditti · 13 Gonzalo Canale · 12 Gonzalo García · 11 Luke McLean 71e · 10 Luciano Orquera · 9 Edoardo Gori 30' à 40' 57e · 8 Sergio Parisse (cap.) · 7 Robert Barbieri 62e · 6 Alessandro Zanni · 5 Joshua Furno 62e · 4 Quintin Geldenhuys 62e · 3 Martín Castrogiovanni 28e · 2 Leonardo Ghiraldini 58e · 1 Alberto De Marchi 75e · Remplaçants · 16 Davide Giazzon 58e · 17 Andrea Lo Cicero 75e · 18 Lorenzo Cittadini 28e · 19 Antonio Pavanello 62e · 20 Francesco Minto 62e · 21 Simone Favaro 62e · 22 Tobie Botes 34e 40e 57e · 23 Tommaso Benvenuti 71e · Entraîneur · Jacques Brunel |

## Cinquième journée

### Italie - Irlande
(mt : 9 – 6)
Homme du match :  Alessandro Zanni
Points marqués : 
- Italie : 1 essai de Venditti (48e) ; 1 transformation d'Orquera (49e) ; 4 pénalités d'Orquera (13e, 21e, 69e, 80e) et 1 pénalité de Garcia (35e)
- Irlande : 5 pénalités de Jackson (5e, 40e, 52e, 57e, 63e)

Évolution du score : 
Arbitre :  Wayne Barnes
Résumé
L'Italie remporte sa première victoire contre l'Irlande en Tournoi des six nations.
| Italie · Titulaires · 65e Andrea Masi 15 · Giovanbattista Venditti 14 · Gonzalo Canale 13 · Gonzalo García 12 · Luke McLean 11 · Luciano Orquera 10 · 74e Edoardo Gori 9 · 51e à 61e (cap.) Sergio Parisse 8 · 57e Simone Favaro 7 · Alessandro Zanni 6 · 57e Joshua Furno 5 · 64e Quintin Geldenhuys 4 · 74e Lorenzo Cittadini 3 · 74e Leonardo Ghiraldini 2 · 64e Andrea Lo Cicero 1 · Remplaçants · 74e Davide Giazzon 16 · 64e Michele Rizzo 17 · 74e Alberto De Marchi 18 · 64e Antonio Pavanello 19 · 57e Francesco Minto 20 · 57e Paul Derbyshire 21 · 74e Tobie Botes 22 · 65e Tommaso Benvenuti 23 · Entraîneur · Jacques Brunel |  |  |  | Irlande · Titulaires · 15 Rob Kearney · 14 Craig Gilroy · 13 Brian O'Driscoll 29e à 39e · 12 Luke Marshall 27e · 11 Keith Earls 24e · 10 Paddy Jackson · 9 Conor Murray 79e à fine · 8 Jamie Heaslip (cap.) · 7 Sean O'Brien · 6 Peter O'Mahony · 5 Donnacha Ryan 68e à 78e 79e · 4 Mike McCarthy 64e · 3 Mike Ross 66e · 2 Rory Best 69e · 1 Cian Healy 69e · Remplaçants · 16 Sean Cronin 69e · 17 David Kilcoyne 69e · 18 Stephen Archer 66e · 19 Devin Toner 64e · 20 Iain Henderson 36e · 21 Paul Marshall 79e · 22 Ian Madigan 27e · 23 Luke Fitzgerald 24e 36e · Entraîneur · Declan Kidney |

### Galles - Angleterre
(mt : 9 – 3)

Homme du match :  Justin Tipuric
Points marqués : 
- Galles : 2 essais de Cuthbert (56e, 65e) ; 1 transformation de Biggar (66e), 5 pénalités de Halfpenny (10e, 17e, 23e, 51e) et Biggar (70e) ; 1 drop de Biggar (64e)
- Angleterre : une pénalité de Farrell (20e)

Évolution du score : 
Arbitre :  Steve Walsh
Résumé :
| Pays de Galles · Titulaires · Leigh Halfpenny 15 · Alex Cuthbert 14 · Jonathan Davies 13 · 75e Jamie Roberts 12 · George North 11 · 75e Dan Biggar 10 · 75e Mike Phillips 9 · Toby Faletau 8 · Justin Tipuric 7 · 75e Sam Warburton 6 · 70e Ian Evans 5 · Alun Wyn Jones 4 · 73e Adam Jones 3 · 52e Richard Hibbard 2 · 61e (cap.) Gethin Jenkins 1 · Remplaçants · 52e Ken Owens 16 · 61e Paul James 17 · 73e Scott Andrews 18 · 70e Andrew Coombs 19 · 75e Aaron Shingler 20 · 75e Lloyd Williams 21 · 75e James Hook 22 · 75e Scott Williams 23 · Entraîneur · Rob Howley |  |  |  | Angleterre · Titulaires · 15 Alex Goode 64e · 14 Chris Ashton · 13 Manu Tuilagi · 12 Brad Barritt · 11 Mike Brown · 10 Owen Farrell 67e · 9 Ben Youngs 64e · 8 Tom Wood 67e · 7 Chris Robshaw (cap.) · 6 Tom Croft · 5 Geoff Parling · 4 Joe Launchbury 52e · 3 Dan Cole 72e · 2 Tom Youngs 52e · 1 Joe Marler 44e · Remplaçants · 16 Dylan Hartley 52e · 17 Dave Wilson 72e · 18 Mako Vunipola 44e · 19 Courtney Lawes 52e · 20 James Haskell 67e · 21 Danny Care 64e · 22 Toby Flood 67e · 23 Billy Twelvetrees 64e · Entraîneur · Stuart Lancaster |

### France - Écosse
(mt : 0 – 6)

Homme du match :  Wesley Fofana
Points marqués : 
- France : 2 essais de Fofana (65e) et Médard (70e) ; 2 transformations de Michalak (66e) et Machenaud  (71e) ; 3 pénalités de Michalak (44e, 49e, 53e)
- Écosse : 1 essai de Visser (75e) ; 1 transformation de Jackson (75e) ; 3 pénalités de Laidlaw (8e, 14e, 58e)

Évolution du score : 
Arbitre :  Nigel Owens
Résumé :
La France domine la première mi-temps mais ne concrétise pas ses temps forts alors que les Écossais se montrent réalistes en marquant deux pénalités. En seconde mi-temps, les Bleus prennent le large en marquant deux essais mais se font des sueurs froides lorsque Visser réduit l'écart à la 75e minute. Malgré cette victoire, la France termine dernière du tournoi.
| France · Titulaires · Yoann Huget 15 · Vincent Clerc 14 · 74e Mathieu Bastareaud 13 · Wesley Fofana 12 · Maxime Médard 11 · 70e Frédéric Michalak 10 · 40e Morgan Parra 9 · Louis Picamoles 8 · 63' à 67' (cap.) Thierry Dusautoir 7 · 68e Antonie Claassen 6 · Yoann Maestri 5 · 70e Sébastien Vahaamahina 4 · 63e Nicolas Mas 3 · 54e Benjamin Kayser 2 · 54e Thomas Domingo 1 · Remplaçants · 54e Guilhem Guirado 16 · 54e Vincent Debaty 17 · 63e Luc Ducalcon 18 · 70e Christophe Samson 19 · 63e 67e 68e Yannick Nyanga 20 · 40e Maxime Machenaud 21 · 70e François Trinh-Duc 22 · 74e Gaël Fickou 23 · Entraîneur · Philippe Saint-André |  |  |  | Écosse · Titulaires · 15 Stuart Hogg · 14 Sean Maitland 30e · 13 Sean Lamont · 12 Matt Scott · 11 Tim Visser · 10 Duncan Weir 67e · 9 Greig Laidlaw 74e · 8 John Beattie 70e · 7 Kelly Brown (cap.) · 6 Alasdair Strokosch · 5 Jim Hamilton · 4 Grant Gilchrist 53e · 3 Euan Murray 64e · 2 Ross Ford 74e · 1 Ryan Grant 63e · Remplaçants · 16 Dougie Hall 74e · 17 Moray Low 63e · 18 Geoff Cross 64e · 19 Alastair Kellock 53e · 20 Ryan Wilson 70e · 21 Henry Pyrgos 74e · 22 Ruaridh Jackson 67e · 23 Max Evans 30e · Entraîneur · Scott Johnson |